# Multasaari (ö i Birkaland)
Multasaari är en ö i Finland. Den ligger i sjön Aurejärvi och i kommunen Ylöjärvi i den ekonomiska regionen Tammerfors och landskapet Birkaland, i den sydvästra delen av landet, 230 km norr om huvudstaden Helsingfors. Öns area är 0,8 hektar och dess största längd är 200 meter i nord-sydlig riktning.